# Frans Block
Pour les articles homonymes, voir Block.
Frans Block, né le 4 octobre 1902 à Aartselaar et décédé le 3 septembre 1981 à Hemiksem fut un homme politique belge, membre du PSB. 
Fils de maçon pauvre, Block fut même réduit à la mendicité avant de finalement réussir des études d'électricien. Il s'affilia au syndicat métallurgiste et au parti ouvrier, dont il devient président local en 1943.
Il fut élu conseiller communal (1947-), échevin (1948-1952) et bourgmestre (1953-1976) de Hemiksem, sénateur provincial de la province d'Anvers (1954-1961; 1965-1968), et de l'arrondissement d'Anvers (1961-1965; 1968-1971).

## Généalogie
- Il fut fils de August Leopold, maçon (°1880) et Joanna Sofia Crauwels (°1883).
- Il épousa en 1924 Maria Stephania Verrept (1902–1966);
  - Ils eurent 3 enfants: Arthur (°1922), Clothilda (°1931) et Joanna (°1934).

## Sources
- sa Bio sur ODIS

1. ↑  « http://www.archiefbank.be/dlnk/AE_692 »